# Fraates IV
Fraates IV (ur. ?, zm. 3 p.n.e.) – król Partów w okresie 38/37 p.n.e.–3 p.n.e. Syn Orodesa II z gałęzi Arsacydów zwanej Sinatrukidami.

## Życiorys
Fraates IV był synem króla Partów Orodesa II i prawdopodobnie księżniczki partyjsko-sakijskiej. Objął tron po zamordowaniu swojego ojca. Na samym początku panowania zgładził swego syna i przyrodnich braci, synów Laodike, córki króla Kommageny Antiocha. Zginął również sam Antioch. Przed represjami Fraatesa uciekł na krótko do Syrii magnat partyjski Monaeses. Do powrotu do Partii skłoniło go poselstwo króla i gwarancja nietykalności.
W 36 p.n.e. Fraates odniósł zwycięstwo nad Markiem Antoniuszem w walkach pod Fraaspą w Medii. Zmusił wojska rzymskie do wycofania się do Syrii przez górski teren i zadał im spore straty atakami podjazdowymi.
W czasie swych rządów Fraates zmagał się z licznymi buntami możnowładców i uzurpatorów. Zaraz po pokonaniu Marka Antoniusza zbuntował się wasale z Medii Atropatene i Artaksares, król Adiabene. W latach ok. 31–26 p.n.e. zbuntował się w Partii Tiridates I. Później, około 11–9 p.n.e., miała miejsce uzurpacja Mitrydatesa (IV), który opanował zachodnią część królestwa Partów i miał być sojusznikiem Heroda Wielkiego.
W obliczu zagrożenia ze strony Rzymu zawarł pokój z cesarzem Augustem, uwalniając jeńców rzymskich i sztandary zdobyte podczas bitwy pod Carrhae, uznając rzymskie wpływy w Armenii oraz ustalając granicę na linii rzeki Eufrat. Oktawian August w podzięce podarował królowi Fraatesowi urodziwą niewolnicę imieniem Musa. Została ona szybko pierwszą żoną króla Partów i gdy urodziła mu syna, Fraates postanowił uczynić go swoim następca. Na przeszkodzie stała jednak obecność 4 starszych synów: Wononesa, Seraspadanesa, Rhodaspesa i Fraatesa. W celu uniknięcia sporów, jak i groźby buntu przeciwko jego władzy, Fraates zdecydował się około roku 10 p.n.e. wysłać starszych synów do Rzymu. Jednakże Musa, obawiając się zmiany decyzji przez Fraatesa, otruła go i w roku 3 p.n.e. jej syn objął tron Partów jako Fraates V (Fraatakes).
Dwaj synowie Fraatesa Seraspadanes i Rhodaspes zmarli w Rzymie.